# サンティマミニェ洞窟
サンティマミニェ洞窟（さんてぃまみにぇどうくつ、スペイン語: Cueva de Santimamiñe, 英語: Santimamiñe cave）は、スペイン・バスク自治州・ビスカヤ県・コルテスビにある洞窟。バスク自治州でもっとも重要な遺跡のひとつである。

## 歴史
ビスカヤ県の北東部にあり、近隣の都市としては南南西5kmにゲルニカがある。ウルダイバイ河口の右岸、サン・ミゲルの丘に位置しており、標高は448m（150ft）である。サンティマミニェ洞窟は立地面で優れており、ネアンデルタール人やホモ・サピエンスによって居住が続けられた。中期旧石器時代、後期旧石器時代、中石器時代、新石器時代、青銅器時代、鉄器時代の遺構が発見されているが、特に後期旧石器時代のマドレーヌ文化期の洞窟壁画で知られている。
洞窟壁画は1916年に発見され、1917年に発掘が開始された。19頭のウシ、5頭のウマ、シカ、イノシシ、ヤギ、クマなどの大型動物が描かれ、一部は彩色されている。40cm四方程度の絵が多く、長辺が72cmのウシが最大の絵である。ウマとクマの絵はとりわけ珍しい題材であるとされている。1985年には近隣のアストゥリアス州にある「アルタミラ洞窟」がユネスコによって世界遺産に登録されていたが、2008年にはサンティマミニェ洞窟、エル・カスリチョ洞窟など17か所の洞窟が加えられ、「アルタミラ洞窟と北スペインの旧石器時代の洞窟画」に名称が修正された。

## 時期
- 中期旧石器時代

ムスティエ文化（300,000年前 - 30,000年前）
- 後期旧石器時代

シャテルペロン文化（35,000年前 - 29,000年前）
オーリニャック文化（32,000年前 - 26,000年前）
グラヴェット文化（28,000年前 - 22,000年前）
ソリュートレ文化（21,000年前 - 17,000年前）
マドレーヌ文化（18,000年前 - 11,000年前）
- 中石器時代

アジール文化（10,500年前 - 9,000年前）
- 新石器時代（8,500年前頃 - 3,000年前頃）
- 青銅器時代（3,500年前頃 - 1,500年前頃）
- 鉄器時代